# Риис, Якоб Август
Якоб Август Риис (англ. Jacob August Riis; 3 мая 1849 — 26 мая 1914) — датско-американский фотограф, один из основателей документальной фотографии. Известен как борец с социальным неравенством, старавшийся отобразить в своих работах жизнь «низов» Нью-Йорка. Также Риис относится к пионерам фотографии, поскольку он был первым фотожурналистом, начавшим использовать вспышку.

## Биография

### Детство и юность
Якоб Риис родился 3 мая 1849 в городе Рибе (Дания). Он был третьим из пятнадцати детей в семье. Его отец, Нильс Риис, был школьным учителем и редактором местной газеты, а мать, Каролина Риис — домохозяйкой. В 12 лет Якоб поразил всех, пожертвовав на Рождество все свои деньги одной бедной семье. В 16 лет он переехал в Копенгаген, желая найти работу плотника.
В 1870 году, в возрасте 21 года, Риис отправился в США, надеясь найти работу. Он прибыл в Америку во времена социальной перестройки, когда большое количество мигрантов и иммигрантов заполняли города, увеличив численность населения на 700 %. На новом месте Риис стал зарабатывать на жизнь разовой работой.

### Начало карьеры журналиста

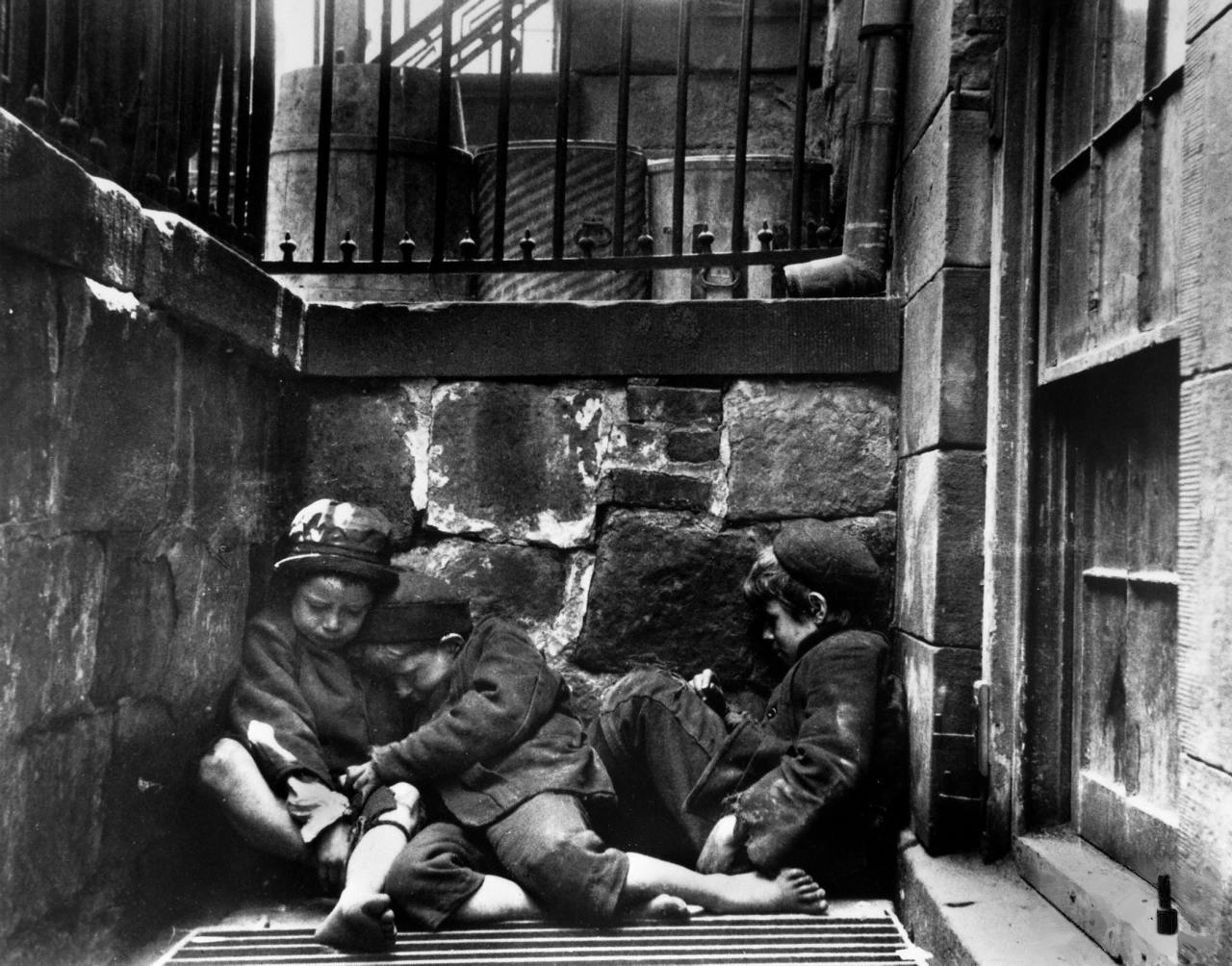
Дети, спящие на улице Мулберри. 1890 год

В 1873 году он получил работу полицейского корреспондента в New York Evening Sun. В 1874 он перешел в Brooklyn News, а в 1877 — в New York Tribune. По работе Риис регулярно видел жизнь бедных слоёв населения и социальную несправедливость. Через свои работы он пытался привлечь внимание к этим фактам. Он также стал использовать вспышку для того, чтобы получать фотографии тёмных трущоб.
В 1889 году Scribner’s Magazine опубликовал фотоэссе Якоба Рииса, посвященное жизни города. Позже это эссе было расширено и опубликовано как магнум опус под названием «Как живут остальные» (англ. How the Other Half Lives). Благодаря этой работе Теодор Рузвельт, в то время — специальный уполномоченный полиции, принял решение закрыть полицейские приюты для бездомных, известные своим жестоким обращением с бедными. Рузвельт был так поражен работой Рииса, что назвал его «Лучшим американцем, которого я знаю». Также Рузвельт ввёл понятие «Разгребатели грязи» (усердный, старательный разоблачитель), которым позже называли Рииса.

### Дальнейшая биография
В возрасте 25 лет Риис женился на Элизабет Горц, с которой был знаком ещё с детства. Элизабет на протяжении 25 лет поддерживала мужа и помогала ему в борьбе за улучшение положения бедных. В этот промежуток времени Риис выпустил ещё двадцать работ, посвященных социальным проблемам, а также собственную автобиографию. В 1905 году Элизабет скончалась.
В 1907 Риис женился на Мэри Филлипс.
26 мая 1914 Якоб Август Риис умер на своей ферме в штате Массачусетс. После его смерти Мэри Филлипс продолжала заниматься фермой, работала на Уолл Стрит и преподавала в университете. Она скончалась в 1967.

## Критика
Некоторые современные критики считают, что Риис, хотя и боролся за социальную справедливость, имел предубеждения по отношению к женщинам, а также расовым и этническим группам.

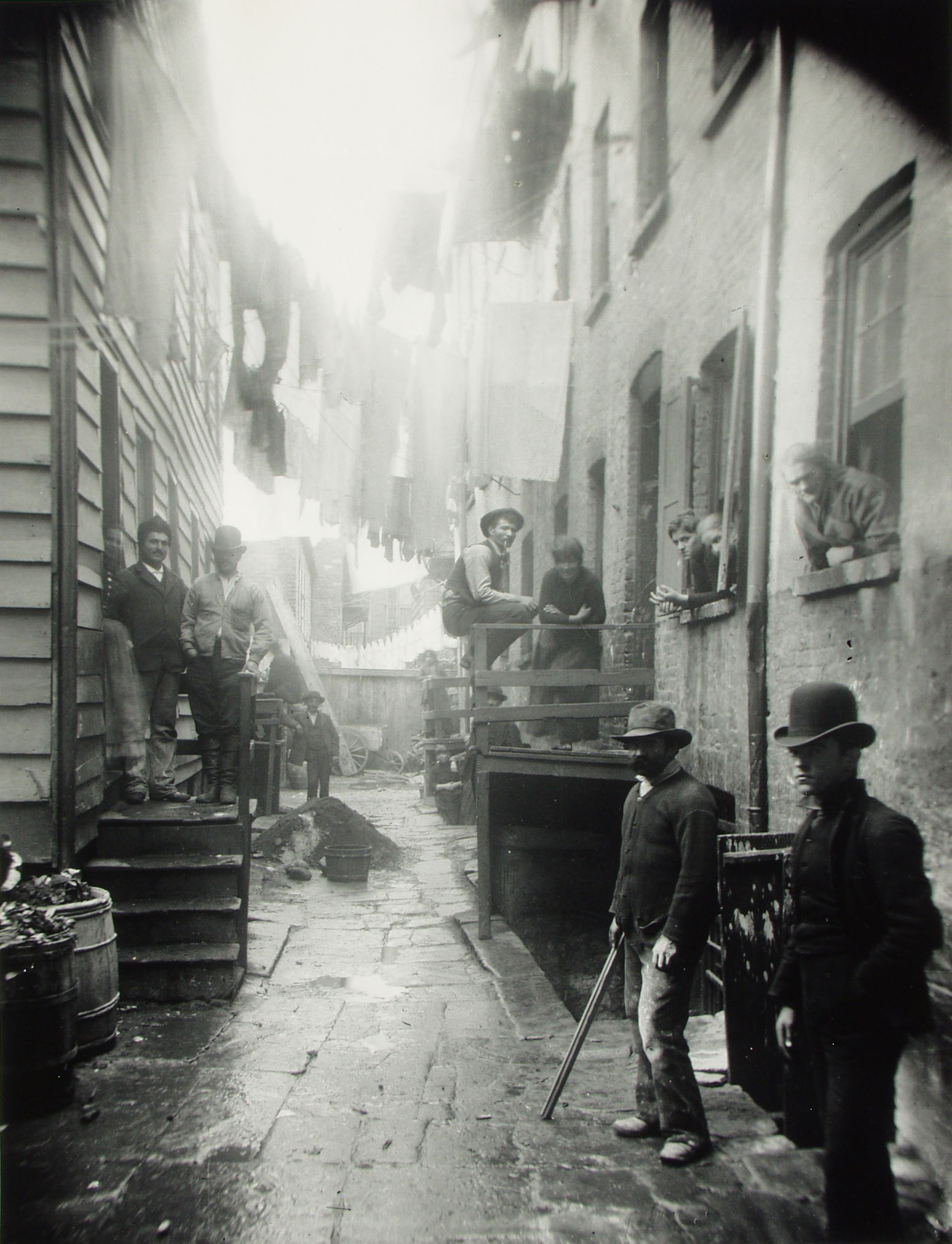
Бандитский ночлег. 1888 год

## Работы
- How the Other Half Lives (1891)
- The Children of the Poor (1892; новое издание, 1902)
- Out of Mulberry street (1896), a collection of fiction
- A Ten Years' War (1900)
- The Making of an American (1901; новое издание, 1913), его автобиография
- The Battle with the Slum (1902)
- Children of the Tenements (1902)
- The Peril and the Preservation of the Home (1903)
- Theodore Roosevelt, the Citizen (1904)
- The Old Town (его место рождения) (1909)
- Hero Tales of the Far North (1910)

The Plan (1912)
- Neighbors: Life Stories of the Other Half (1914)

## Памятники
- В районе Рокэвэй (Квинс, Нью-Йорк) есть парк Якоба Рииса (англ. Jacob Riis Park)
- В Ричмонд-Хилл (Квинс, Нью-Йорк) находится Jacob Riis Triangle
- В Нью-Йорке есть школа имени Якоба Рииса (англ. PS 126M The Jacob August Riis School
- В Лонг-Айленд-Сити (Квинс, Нью-Йорк) действует центр социальной помощи имени Якоба Рииса (англ. Jacob Riis Settlement House)